# Dalmatinska nogometna liga – Južna skupina 1971./72.
Dalmatinska nogometna liga – Južna skupina (također i kao Dalmatinska nogometna liga – Jug) je bila jedna od dvije skupine Dalmatinske nogometne lige u sezoni 1971./72., trećeg stupnja nogometnog prvenstva Jugoslavije. 
 
Sudjelovalo je 11 klubova, a prvak je bio "Omiš".

## Ljestvica
| mj. | klub              | ut. | pob. | ner. | por. | gol+ | gol- | bod |
| --- | ----------------- | --- | ---- | ---- | ---- | ---- | ---- | --- |
| 1.  | Omiš              | 20  | 13   | 5    | 2    | 39   | 10   | 31  |
| 2.  | Slaven Gruda      | 20  | 13   | 5    | 2    | 36   | 14   | 31  |
| 3.  | Dubrovnik         | 20  | 10   | 3    | 7    | 34   | 29   | 23  |
| 4.  | Primorac Stobreč  | 20  | 10   | 3    | 7    | 39   | 34   | 23  |
| 5.  | Orkan Dugi Rat    | 20  | 9    | 2    | 9    | 43   | 39   | 20  |
| 6.  | Jadran Ploče      | 20  | 8    | 3    | 9    | 32   | 25   | 19  |
| 7.  | Zmaj Makarska     | 20  | 7    | 4    | 9    | 38   | 37   | 18  |
| 8.  | Mračaj Runović    | 20  | 7    | 3    | 10   | 43   | 51   | 17  |
| 9.  | Urania Baška Voda | 20  | 6    | 3    | 11   | 31   | 37   | 15  |
| 10. | Neretvanac Opuzen | 20  | 3    | 6    | 11   | 12   | 35   | 12  |
| 11. | Jadran Tučepi     | 20  | 3    | 5    | 12   | 17   | 46   | 11  |

## Rezultatska križaljka
| kratica | klub              | DUB | JADP | JADT | MRA | NER | OMIŠ | ORK | PRI | SLA | URA      | ZMAJ |
| --- | ----------------- | --- | ---- | ---- | --- | --- | ---- | --- | --- | --- | -------- | ---- |
| DUB | Dubrovnik         |     |      | 2:1  | 1:0 |     |      | 4:2 |     |     |          | 3:1  |
| JADP | Jadran Ploče      |     |      | 0:0  | 4:2 |     |      | 4:0 |     |     |          | 4:1  |
| JADT | Jadran Tučepi     | 1:1 | 2:3  |      | 1:0 | 2:0 | 0:1  | 0:2 | 1:1 | 1:1 | 1:3      | 1:2  |
| MRA | Mračaj Runović    | 5:1 | 5:2  | 10:3 |     | 0:0 | 1:0  | 1:4 | 0:2 | 1:2 | 4:1      | 5:2  |
| NER | Neretvanac Opuzen |     |      | 1:1  | 0:0 |     |      | 2:1 |     |     |          | 0:3  |
| OMIŠ | Omiš              |     |      | 6:0  | 4:0 |     |      | 0:0 |     |     |          | 2:1  |
| ORK | Orkan Dugi Rat    | 5:2 | 4:3  | 1:0  | 7:1 | 5:0 | 1:2  |     | 4:4 | 0:1 | 0:3 p.f. | 4:2  |
| PRI | Primorac Stobreč  |     |      | 3:1  | 1:4 |     |      | 1:2 |     |     |          | 1:0  |
| SLA | Slaven Gruda      |     |      | 7:0  | 5:1 |     |      | 1:0 |     |     |          | 2:1  |
| URA | Urania Baška Voda |     |      | 0:1  | 2:2 |     |      | 3:1 |     |     |          | 1:1  |
| ZMAJ | Zmaj Makarska     | 1:1 | 0:2  | 2:0  | 7:0 | 1:1 | 0:3  | 4:0 | 5:3 | 2:2 | 2:1      |      |
| |                   |     |      |      |     |     |      |     |     |     |          |      |
| podebljan rezultat - utakmice od 1. do 11. kola (1. utakmica između klubova) rezultat normalne debljine - utakmice od 12. do 22. kola (2. utakmica između klubova) rezultat nakošen - nije vidljiv redoslijed odigravanja međusobnih utakmica iz dostupnih izvora rezultat nakošen i smanjen * - iz dostupnih izvora nije uočljiv domaćin susreta prekrižen rezultat - poništena ili brisana utakmica p - utakmica prekinuta 3:0 p.f. / 0:3 p.f. - rezultat 3:0 bez borbe |                   |     |      |      |     |     |      |     |     |     |          |      |

 Izvori: 